# Црква Светог Николе у Брусници
Црква Светог Николе у Брусници је црква Епархије жичке. Цркву је подигао Јован Обреновић 1836. године, а градитељ је био Настас Стефановић или мајстор Нестор.
Грађевина је једнобродна, правоугаоног облика, са полукружном апсидом на истоку и високим звоником на западној страни. Истичу се северни и западни портал са својом богатом пластиком.
Завод за заштиту споменика културе из Краљева је 1972. године започео, и 1974. завршио, рестаураторске и конзерваторске радове на цркви. До тада, црква је била у доста запуштеном стању.
Јаков Обреновић са супругом Ђурђијом и Милан Обреновић са супругом Стојом сахрањени су у порти цркве светог Николе у Брусници.

## Галерија
- Гробови Обреновића у Брусници
- Кандило из цркве. Део сталне поставке под називом „Поклони и откупи – време династије Обреновић” у горњомилановачком Музеју рудничко-таковског краја
- Надгробни споменици Ђурђије Обреновић, жене Јакова Обреновића (лево), и Стоје Обреновић, жене рудничког војводе Милана Обреновића (десно)
- Надгробни споменик Јакова Обреновића. На оштећеној мермерној плочи у облику крста исписан је натпис: ...ПО ЧИВАЕТZ РАБZ БЖÌИ ЈАКОВZ БРЕНОВИЧZ СЕЛА БРУСИНЦЕ ПРЕСТАВШЕ 1817.